# Seán O'Grady (homme politique)
Seán O'Grady (1er décembre 1889 - 7 avril 1966) est un homme politique irlandais du Fianna Fáil.

## Biographie
Il se présente pour la première fois comme candidat au Dáil Éireann aux élections générales de juin 1927, dans la circonscription de Clare, mais n'y est élu député qu'aux élections générales de 1932. Il y est réélu à chaque élection jusqu'à ce qu'il perde son siège aux élections générales de 1951. En 1951, il est nommé par le Taoiseach au 7e Seanad et en 1957, il est nommé au 9e Seanad.
O'Grady n'est au Dáil que depuis quelques mois lorsqu'il est nommé secrétaire parlementaire. Au cours des seize années suivantes, jusqu'en 1948, il sert dans divers ministères en tant que secrétaire parlementaire, notamment celui des Terres et des Pêches ; La défense; Industrie et Commerce ; et Finances. Il est battu lors de sa dernière campagne aux élections générales de 1957.